# ألكسيس مالدونادو
ألكسيس مالدونادو (بالإسبانية: Alexis Maldonado)‏ هو لاعب كرة قدم أرجنتيني، ولد في 2 سبتمبر 1997 في لا ريوخا في الأرجنتين. لعب مع بانفيلد.

## وصلات خارجية
- ألكسيس مالدونادو على موقع قاعدة بيانات كرة القدم.إي يو (الإنجليزية)
- ألكسيس مالدونادو على موقع Soccerway.com (الإنجليزية)